# Eclipse WindowBuilder
Eclipse WindowBuilder (vormals Window Builder Pro) ist ein Zusatzmodul für die Eclipse IDE mit dem sich AWT, Swing, SWT und GWT basierte Oberflächen grafisch erstellen lassen.

## Geschichte
Window Builder wurde von der US-amerikanischen Softwarefirma Instantiations entwickelt. Dort war es ein kostenpflichtiges Produkt angesiedelt. Auf der EclipseCon 2009 konnte es den Preis für das beste kommerzielle Eclipse basierte Entwicklerwerkzeug gewinnen. Google LLC übernahm 2010 die Geschäftssparte und übergab den Quelltext an die Eclipse Foundation.